# Tityus julianae
Espèce
Tityus julianae est une espèce de scorpions de la famille des Buthidae.

## Distribution
Cette espèce est endémique de la province d'Esmeraldas en Équateur. Elle se rencontre dans la vallée du río Cayapas vers San Miguel.

## Description
Le mâle subadulte holotype mesure 20,5 mm.

## Étymologie
Cette espèce est nommée en l'honneur de Juliana de Souza Araújo.

## Publication originale
- Lourenço, 2005 : « A new species of Tityus Koch, 1836 (Scorpiones, Buthidae) from Ecuador. » Entomologische Mitteilungen aus dem Zoologischen Museum Hamburg, vol. 14, no 171, p. 221-227 (texte intégral).